# تیزه (بومرداس)
تیزه یک منطقهٔ مسکونی در الجزایر است که در ناحیه ثنیه واقع شده‌است. تیزه ۶ کیلومتر مربع مساحت دارد ۴۷۰ متر بالاتر از سطح دریا واقع شده‌است.